# Knightsen (Kalifornija)
Knightsen je naseljeno područje za statističke svrhe u američkoj saveznoj državi Kalifornija. Prema popisu stanovništva iz 2010. u njemu je živjelo 1.568 stanovnika.